# Creophilus erythrocephalus
Creophilus erythrocephalus är en skalbaggsart som först beskrevs av Fabricius 1775.  Creophilus erythrocephalus ingår i släktet Creophilus och familjen kortvingar. Inga underarter finns listade i Catalogue of Life.